# Robert Straub GmbH
Die 1954 gegründete ehemalige Robert Straub GmbH Autovermietung mit Sitz in Biberach an der Riß firmierte seit dem 16. September 2007 als Budget-Autovermietung und beschäftigte zuletzt ca. 650 Mitarbeiter. Als Geschäftsführer fungierten Robert Straub, welcher das Unternehmen im Alter von 21 Jahren übernommen hatte, sowie Andreas Oppitz.
Die Robert Straub GmbH stellte den operativen Geschäftsbetrieb nach einem Insolvenzantrag am 5. Mai 2009 zum 31. August 2009 als damals fünftgrößter Autovermieter Deutschlands ein.

## Geschichte
Bis zum 1. August 2007 war die Robert Straub GmbH mit der Vanguard Autovermietung GmbH & Co. KG, der drittgrößten Autovermietung der Welt, eine Partnerschaft eingegangen. Mit der Vanguard Autovermietung als Lizenzpartner kamen die beiden Schwestermarken National Car Rental und Alamo Rent A Car als weitere Geschäftszweige für Firmenkunden und Ferienreisende hinzu.
Im Jahr 2005 erreichte Robert Straub die Finalrunde des Wettbewerbes Entrepreneur des Jahres. Insgesamt gingen 350 Nominierungen bei der Wirtschaftsprüfungsgesellschaft Ernst & Young ein, 80 Unternehmen kamen nach eingehender Befragung und Auswertung in die Finalrunde als „inhabergeführte, mittelständische Unternehmen, die sich durch Wachstumsstärke und Innovationsgeist auszeichnen“.
Die deutsche Fahrzeugflotte umfasste zuletzt rund 5600 Personenkraftwagen sowie rund 1000 Lastkraftwagen.
Die Budget Autovermietung Robert Straub GmbH musste am 5. Mai 2009 Insolvenz anmelden. Der Geschäftsbetrieb wurde vom Insolvenzverwalter Arndt Geiwitz vorerst weitergeführt. Der operative Geschäftsbetrieb des Autovermieters wurde zum 31. August 2009 endgültig eingestellt. Zuletzt waren rund 650 Mitarbeiter in der Zentrale in Biberach an der Riß und in über 100 Stationen beschäftigt.

## Ehemalige Unternehmensgruppe
Zur Straub Holding GmbH gehörten:
- Budget Autovermietung Robert Straub GmbH
- Straub Truck and Trailer GmbH
- Straub Handel GmbH
- Straub Lease and Finance GmbH
- Service Center Plus GmbH
- S.C. Straub Logistic S.R.L